# Elisabet Vasa

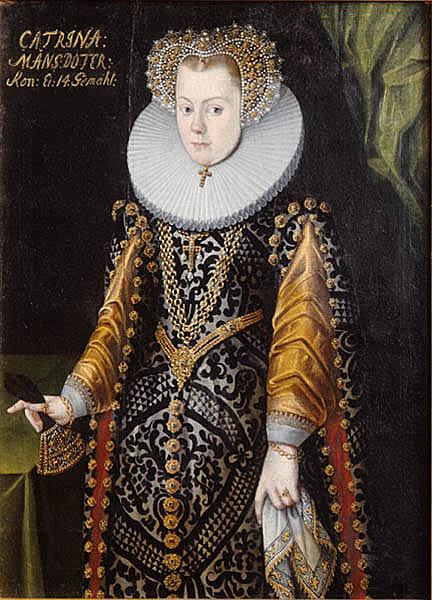
Elisabet av Mecklenburg, född prinsessa av Sverige. Texten på tavlan anger att det är Karin Månsdotter, men dräkten är från 1580-talet, och som avsatt 1569 kan Karin antas ha lagt bort kunglig sådan på sin gård i norra Finland. Bilden liknar dessutom ett yngre porträtt av Elisabet.

Elisabet Vasa, född 4 april 1549 på kungsgården i Kungsör, död 19 november 1597 i Stockholm, var svensk prinsessa och hertiginna av Mecklenburg, yngsta dotter till Gustav Vasa och Margareta Eriksdotter (Leijonhufvud) och gift med hertig Kristofer av Mecklenburg. 

## Biografi

### Tidigare år
Elisabet fick en god uppfostran och beskrivs som mycket musikalisk. Hon ansågs vara en av Europas "mest perfekta" prinsessor, och många planer gjordes upp om ett politiskt fördelaktigt parti, bland annat med den blivande storhertigen Frans I av Toscana. År 1562 trolovades hon med hertig Kristofer av Mecklenburg, men han hamnade i långvarig polsk fångenskap och Elisabets bror, Johan III, bröt trolovningen. Elisabet ska under det nordiska sjuårskriget ha visat generositet mot de tillfångatagna danska och tyska officerarna i Sverige och försökt lindra deras fångenskap. 

### Tidig konflikt, äktenskapsförslag
Elisabet upprätthöll en livlig korrespondens med sina syskon. Under Johan III:s regeringstid ombads hon ofta agera informator för Johans agerande inför de övriga syskonen, särskilt Karl. Brevväxlingen kunde vara politisk och till förmån för hennes bror Karl, som Elisabet stod nära. 
Hösten 1573 förbereddes en komplott mot Johan III, ledd av Charles de Mornay, som stod i kontakt med Kristina av Danmark och den franske diplomaten Charles Dançay i Köpenhamn. Planen var att Johan skulle dödas i ett attentat av de skotska svärdsdansare som skulle uppträda vid den fest som skulle ges inför de skotska legoknektarnas avfärd till Baltikum i oktober. Karl skulle sedan placeras på tronen, och de Mornay skulle avslöja var Erik XIV:s påstådda guldskatt fanns mot bättre villkor för Erik i fängelset. de Mornay vågade dock aldrig ge tecknet, och planen uppgavs och avslöjades i september 1574. Det klargjordes aldrig vilka som i övrigt var inblandade, men det är dokumenterat att de misstänkta, Hogenskild Bielke, Gustav Banér och Pontus De la Gardie under denna tid ofta sammanträdde hos Elisabet, som med Cecilia och Karl troddes ha deltagit i sammansvärjningen. Charles de Mornay avslöjade också under förhör att en av de åtgärder som var överenskomna att genomföras efter kuppen var att höja Elisabets hemgift till 150.000 daler, för att göra det möjligt för henne att få ett ännu mer fördelaktigt äktenskap.
Under Johan III:s regering förekom konflikter om huruvida Elisabet skulle gifta sig med en katolik eller en protestant. År 1573 öppnades förhandlingar om ett äktenskap mellan Elisabet och sonen till storhertigen av Toscana. Samtidigt förhandlade Elisabet med hjälp av Karl och Katarina själv om ett äktenskap med en tysk protestantisk furste, som en hertig av Pommern eller Kleve, utan Johans vetskap.       
Elisabet fick år 1574 erbjudande om ett äktenskap med Henrik III av Frankrike. Det finns teorier om att det var Karl som först hade föreslagit äktenskapet medan Henrik III var valkung i Polen, för att med dennes stöd få en del av Livland. Enligt en teori hade detta förslag samband med Charles de Mornays konspiration under 1573. Det påpekas då att den franske ambassadören inte hade blivit nöjd med Elisabets hemgift, och att man enligt konspirationens planer hade velat höja den just för att hon skulle kunna ingå ett äktenskap med högre status.   
Henrik III:s mor Katarina av Medici ansåg Elisabet passande då hon ville ha en kunglig prinsessa som svärdotter, samt för att hon uppfattade partiet som en allians som kunde gynna franskt inflytande i Polen. Enligt samtida historiker ville Katarina också ha en svärdotter som var okunnig i Frankrikes språk, seder och bruk för att denna inte skulle hota hennes ställning. Den franske ambassadören Charles Dancay i Köpenhamn avgav följande rapport om henne under förhandlingarna om det franska äktenskapet: 
Man försäkrar mig att hon ska vara mycket skön, ha gott förstånd, är behaglig, har vacker figur och god hållning...alla berömmer hennes stora anspråkslöshet, i sanning Sire, alla som känner henne, prisar och ärar hennes dygder...Hon finner sitt nöje vid spinetten och trakterar den bättre än de flesta, hon spelar även luta, dessutom är hon av milt sinnelag och välgörande."
Elisabet beskrivs som vacker, kvick, med fin figur och bra hållning, prisades för sin blygsamhet och uppskattades för sina dygder, kunde spela både luta och spinett och "av alla betraktades som en av de mest fulländade och dygdigaste prinsessorna i Europa och att ingen hört något om minsta fel varken kroppsligt eller själsligt"
I januari 1575 kom det franske sändebudet Claude Pinart till Sverige i ärendet och träffade Elisabet hos Karl i Nyköping. Äktenskapet blev inte av eftersom Henrik III plötsligt själv avslöjade att han ville gifta sig med en annan. 
1576 sändes Pontus De la Gardie till Italien av Johan för att undersöka möjligheten av ett äktenskap mellan Elisabet och hertigen av Modena eller en annan italiensk furste. Syftet var att underlätta Johans kontakter med påven och få ut det italienska arvet efter hans svärmor Bona Sforza. Johan framhöll för Elisabet att Karl, som då var i Tyskland, var för giftermålet, men Elisabet underrättade då Karl som förnekade det och påpekade att hon hellre borde gifta sig med en obetydlig furste, så länge han var protestant, än en mäktig, om denne var katolik, eftersom hon då skulle tvingas konvertera. Elisabet vägrade därför. Konflikten mellan Elisabet och Johan III ledde till att Johan i mars 1578 sände tre riksråd till henne för att läxa upp henne: hon ska efter deras besök ha brustit i gråt och svimmat upprepade gånger.

### Hertiginna av Mecklenburg

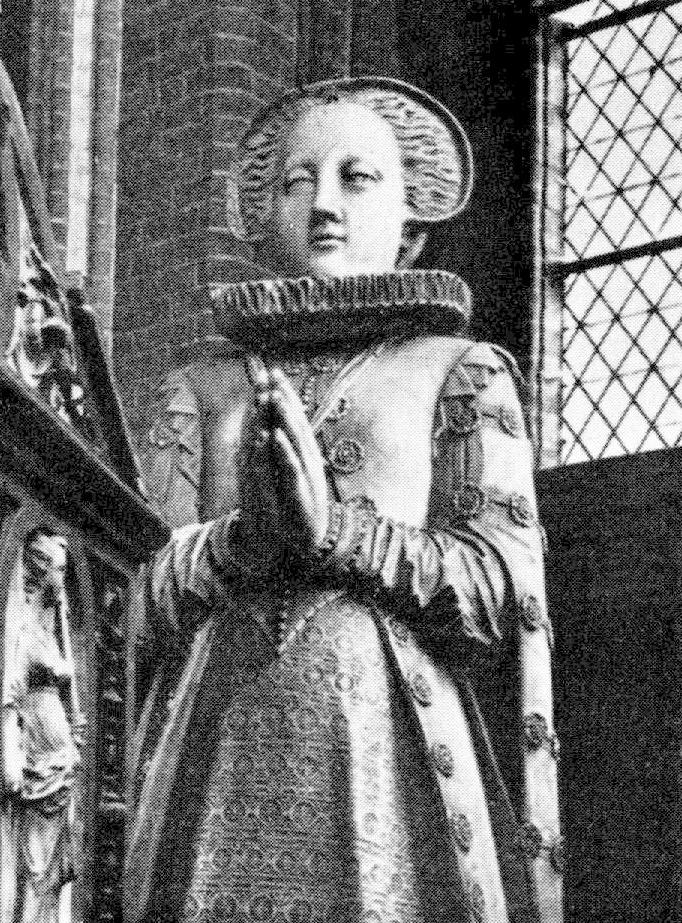
Elisabets byst på makens gravmonument i Schwerins domkyrka; när monumentet förfärdigades var det meningen att även Elisabet skulle få sin grav där.

År 1576 friade Kristofer av Mecklenburg på nytt till Elisabet. Emellertid uppstod en rad problem och bröllopet kunde inte äga rum förrän 7 maj 1581, då var hon 32 år gammal. Elisabet deltog själv aktivt i förhandlingarna om sina ekonomiska rättigheter med stöd av främst Karl och Katarina, medan Johan III inte såg någon större fördel i äktenskapet förutom att Elisabet på grund av sin ålder enligt tidens sed borde gifta sig. Bröllopet sköts också upp för att Elisabet och Karl till skillnad från Johan III var noga med att ceremonin skulle bli klart luthersk utan någon katolsk anstrykning. I samband med detta lät Elisabet se till att den grundläggande texten inom den lutherska kyrkan, Augsburgska bekännelsen, för första gången översattes till svenska: den utgavs strax före bröllopet och var troligen avsedd som bröllopsgåva till gästerna. Detta kan ses som att hon tog ställning mot Johans kyrkopolitik och offentligt förklara sig vara lutheran.  
Elisabet välkomnades till Mecklenburg i Wismar i juli 1581, där hon i tre dagar firades av adeln och representanterna från Rostock och Lübeck. Paret bosatte sig i Mecklenburg och 1584 föddes deras enda barn, Margareta Elisabet, i Schönbeck. Kristofer var under denna tid inblandad i en strid med sin bror Ulrik om förmynderskapet och därmed regeringen över deras avlidna äldste brors son Johan. Elisabet stödde Kristofer i striden och försökte utnyttja sina familjekontakter till hans förmån, men Johan III var ovillig att hjälpa till. Stridigheterna upphörde sedan makens brorson blev myndig 1585, men Elisabet accepterades inte av makens danskorienterade familj. Paret höll sitt eget hov på slottet i Gadebusch, där många svenskar ingick i Elisabets hov. Själv arbetade hon också för svenska intressen i Mecklenburg. Elisabet brevväxlade med bland andra David Chytraeus, teolog i Rostock, gynnade lutherdomen och grundade ett protestantiskt bibliotek. Hon beskrivs som en uppriktig lutheran och uppfyllde alla förväntningar som fanns på en luthersk furstinna i sin hovhållning. 1589–1590 arrangerade Elisabet äktenskapet mellan sin bror Karl och Kristina av Holstein-Gottorp. Elisabet uppträdde ofta som medlare mellan sina syskon: hon agerade medlare mellan Karl och Johan, informerade sina systrar om vad som hände i Sverige och agerade mellanhand mellan dem och bröderna. Hon drev länge en fruktlös kamp för att få ut sin hemgift från Johan, ibland med Gunilla Bielke som mellanhand, och kunde heller inte få ut sin morgongåva från makens familj.

### Senare liv
Hertigen avled i mars 1592. Hans död försatte Elisabet i en svår situation då hennes danskorienterade före detta svåger nu övertog styret även över makens del av hertigdömet och vägrade att ge henne tillgång till de underhållslän hon tillförsäkrats i äktenskapskontraktet. Hon återvände 1593 till Sverige med sin dotter. Hon ville få ut sin hemgift, placera sin dotter under Karls och Sigismunds förmynderskap och diskutera ett frieri hon fått av hertig Johan Fredrik av Braunschweig-Lüneburg med Karl. Hon fick 1594 Norrköpingshus i förläning av sin bror hertig Karl, sedermera Karl IX. Hon höll där ett stort hov där det ingick många tyskar, och ägnade sig bland annat åt falkjakt i Kolmården. Hon mottog ytterligare underhållslän under följande år. Under striderna mellan Sigismund och Karl uppfattades hon som Karls anhängare, och Sigismunds anhängare höll sig underrättade om de resor hon gjorde och de gäster hon tog emot och spekulerade om vilka eventuella politiska avsikter hon hade. Hon mottog flera känsliga politiska dokument från Karl som han gav henne i uppdrag att förvara undan rådet. Hon var närvarande vid det ständermöte som hölls i Stockholm sommaren 1597 där Karl gavs ökade befogenheter.   
Elisabet avled 48 år gammal 19 november 1597 och ligger begravd i Uppsala domkyrka. I domkyrkans museum förvaras ett guldarmband som togs upp ur hennes kista i Finstakorets gravvalv 1767.